# Сюдалинн
Сю́далинн (эст. Südalinn — «Сердце города») — микрорайон в районе Кесклинн города Таллина, столицы Эстонии. 

## География

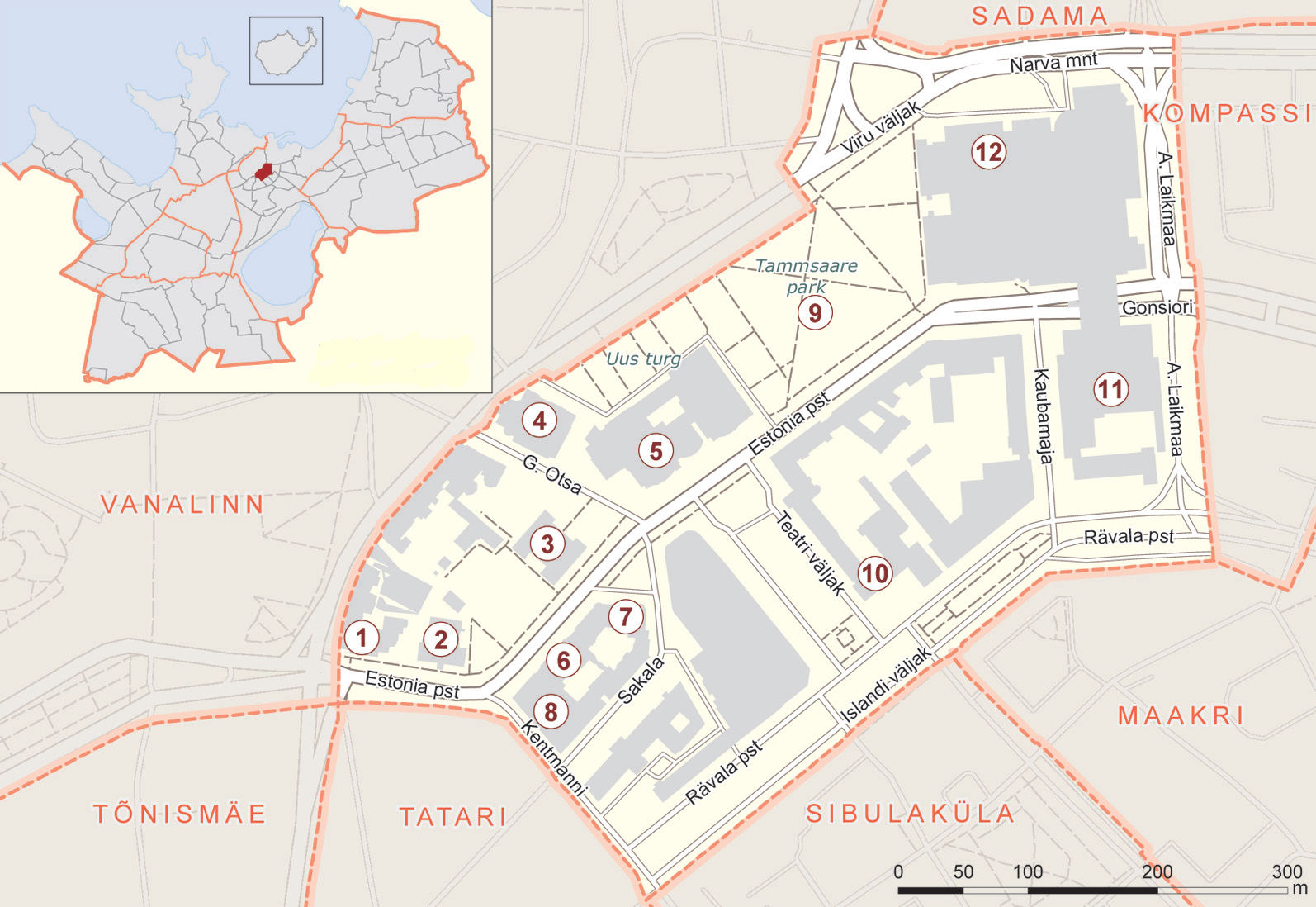
Карта микрорайона Сюдалинн

Расположен в центральной части Таллина. Граничит с микрорайонами Ваналинн, Садама, Компасси, Маакри, Сибулакюла и Татари. Площадь — 0,25 км². Плотность населения на 1 января 2023 года — 768 чел/км².  

## Улицы, площади и парки
В микрорайоне находятся следующие улицы и площади: Гонсиори, Каубамая, Кентманни, Антса Лайкмаа, Нарвское шоссе, Георга Отса, бульвар Рявала, Сакала, бульвар Эстония, площадь Виру, Театральная площадь, площадь Исландии.
На территории микрорайона расположен парк Таммсааре, названный в честь эстонского писателя А. Х. Таммсааре.

## Население
| Численность населения микрорайона Сюдалинн на 1 января по данным Регистра народонаселения | Численность населения микрорайона Сюдалинн на 1 января по данным Регистра народонаселения | Численность населения микрорайона Сюдалинн на 1 января по данным Регистра народонаселения | Численность населения микрорайона Сюдалинн на 1 января по данным Регистра народонаселения | Численность населения микрорайона Сюдалинн на 1 января по данным Регистра народонаселения | Численность населения микрорайона Сюдалинн на 1 января по данным Регистра народонаселения | Численность населения микрорайона Сюдалинн на 1 января по данным Регистра народонаселения | Численность населения микрорайона Сюдалинн на 1 января по данным Регистра народонаселения |
| 2008                                                                                      | 2010                                                                                      | 2011                                                                                      | 2012                                                                                      | 2013                                                                                      | 2014                                                                                      | 2015                                                                                      | 2016                                                                                      |
| ----------------------------------------------------------------------------------------- | ----------------------------------------------------------------------------------------- | ----------------------------------------------------------------------------------------- | ----------------------------------------------------------------------------------------- | ----------------------------------------------------------------------------------------- | ----------------------------------------------------------------------------------------- | ----------------------------------------------------------------------------------------- | ----------------------------------------------------------------------------------------- |
| 123                                                                                       | ↗132                                                                                      | ↘129                                                                                      | ↗148                                                                                      | →148                                                                                      | ↗169                                                                                      | →169                                                                                      | ↗180                                                                                      |
| 2017                                                                                      | 2018                                                                                      | 2019                                                                                      | 2020                                                                                      | 2021                                                                                      | 2022                                                                                      | 2023                                                                                      |                                                                                           |
| ↘166                                                                                      | ↗183                                                                                      | ↘172                                                                                      | ↘168                                                                                      | ↗171                                                                                      | ↗179                                                                                      | ↗192                                                                                      |                                                                                           |

## История
В 1538–1554 годах на углу современного Пярнуского шоссе и улицы Георга Отса была построена Луренбургская артиллерийская башня высотой 18 метров. Башня была снесена в 1767 году, а её фундамент был обнаружен при строительстве здания суда в 1893 году.
В XVIII веке в северной части площади Виру возник рынок, получивший название Русского (эст. Vene turg). В 1888 году между этим рынком и Кадриоргом был запущен первый в городе трамвай.
В 1896 году из-за нехватки мест для торговцев закрылся Большой рынок на Ратушной площади. Было решено построить новый рынок на участке между нынешним театром «Эстония» и Пярнуским шоссе. Вдоль Пярнуского шоссе были построены ряды торговых киосков, а в 1899 году открыто большое здание рынка. На рынке было много развлечений для посетителей, работали временные цирки, кукольный театр, балаганы и пр.
До 1902 года на месте драматического театра находился один из первых кинотеатров Таллина. Часовня Александра Невского, стоявшая на площади Виру, была снесена в 1925 году.
16 октября 1905 года стал трагическим днём на Новом рынке: солдаты без предупреждения открыли огонь по рабочим, вышедшим на протесты. Погибли 94 человека, более 200 человек получили ранения. В 1959 году в память об этом событии на территории бывшего рынка был установлен массивный и выразительный монумент (скульптор Лембит Палутедер, архитектор Март Порт).

Исторические фотографии современного микрорайона Сюдалинн
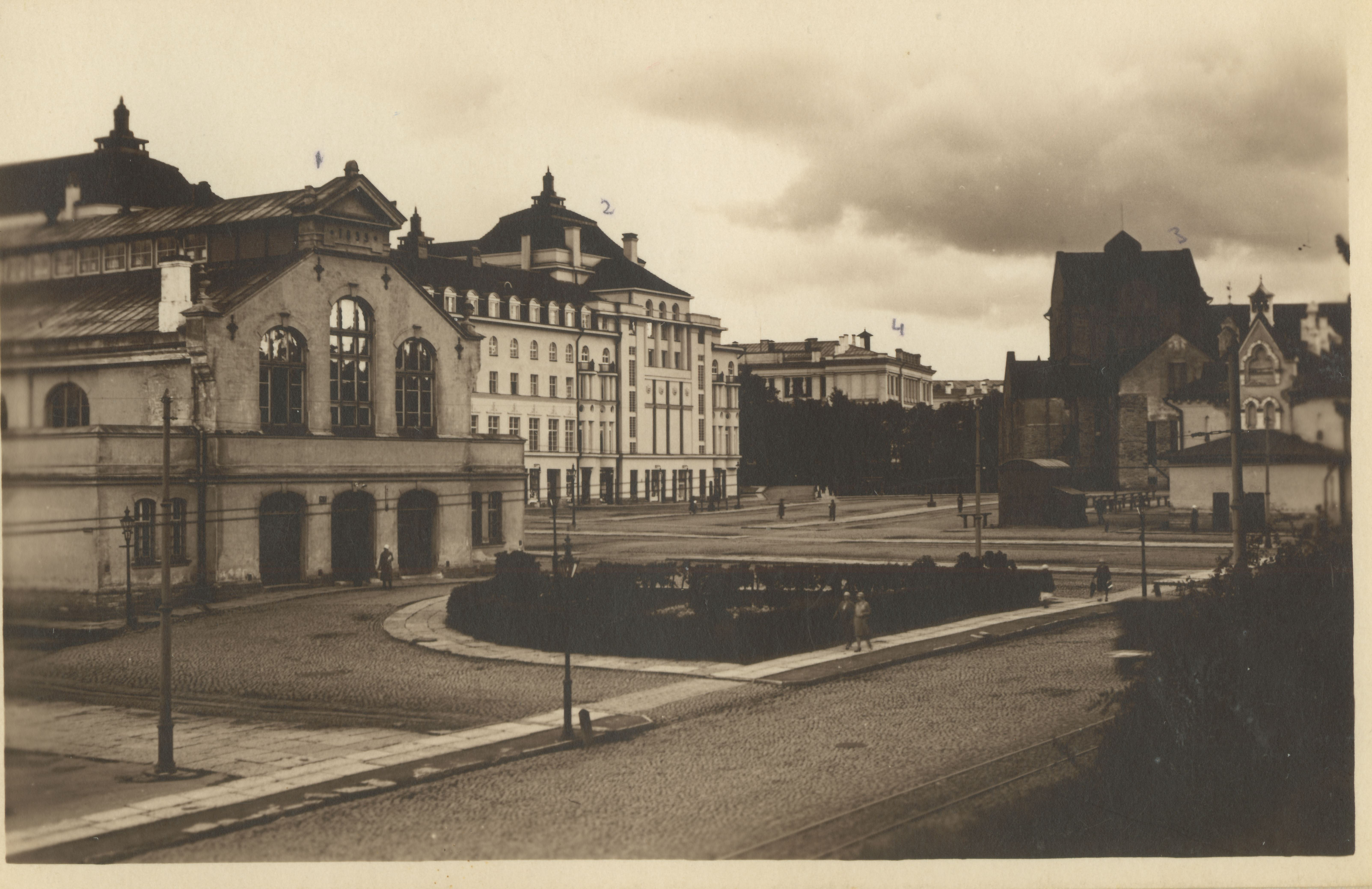
Здания Нового рынка, театра «Эстония», Реальной гимназии и драматического театра (до 1920 года — Немецкий театр), начало XX века
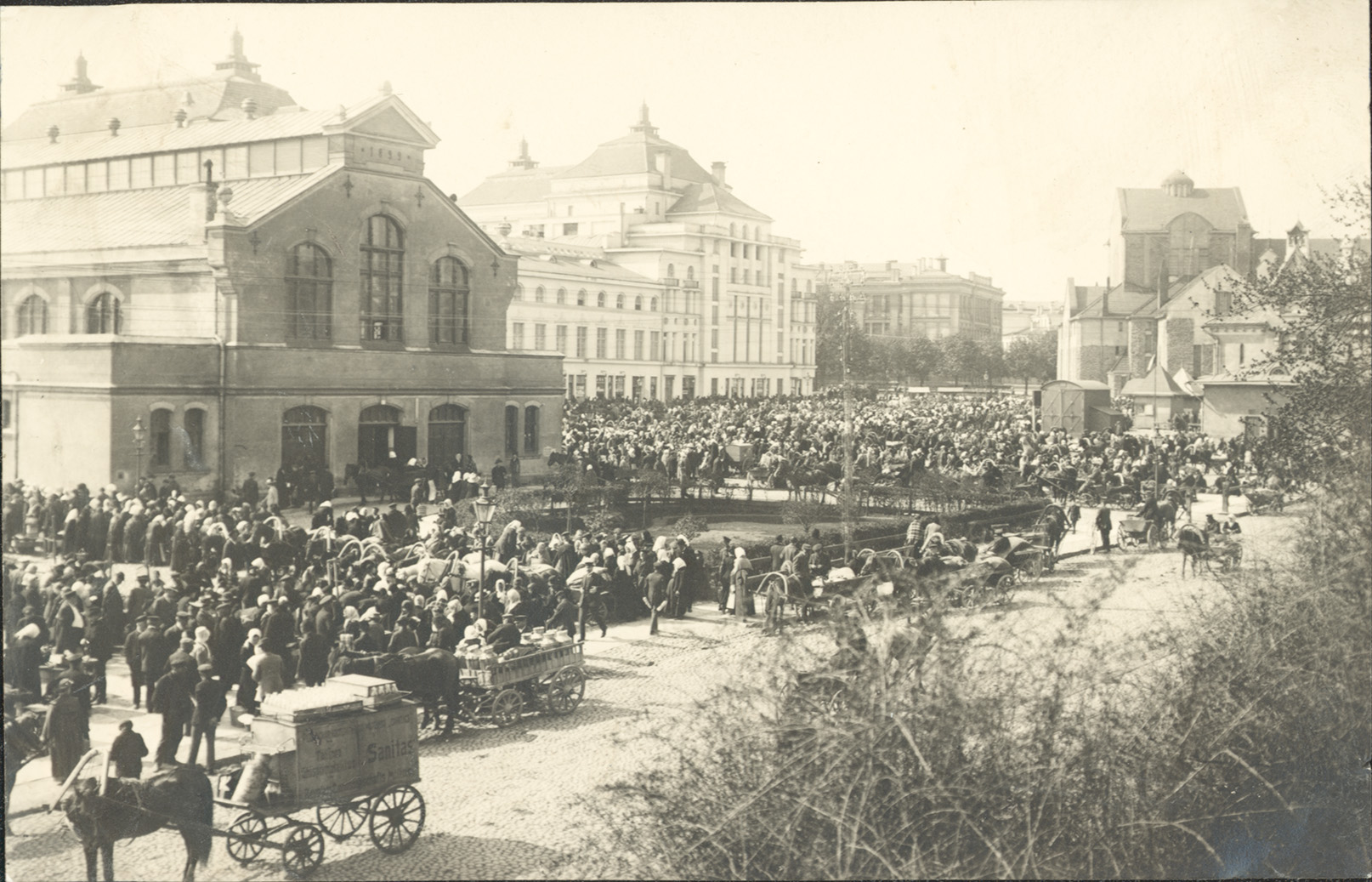
Базарный день на Новом (Русском) рынке
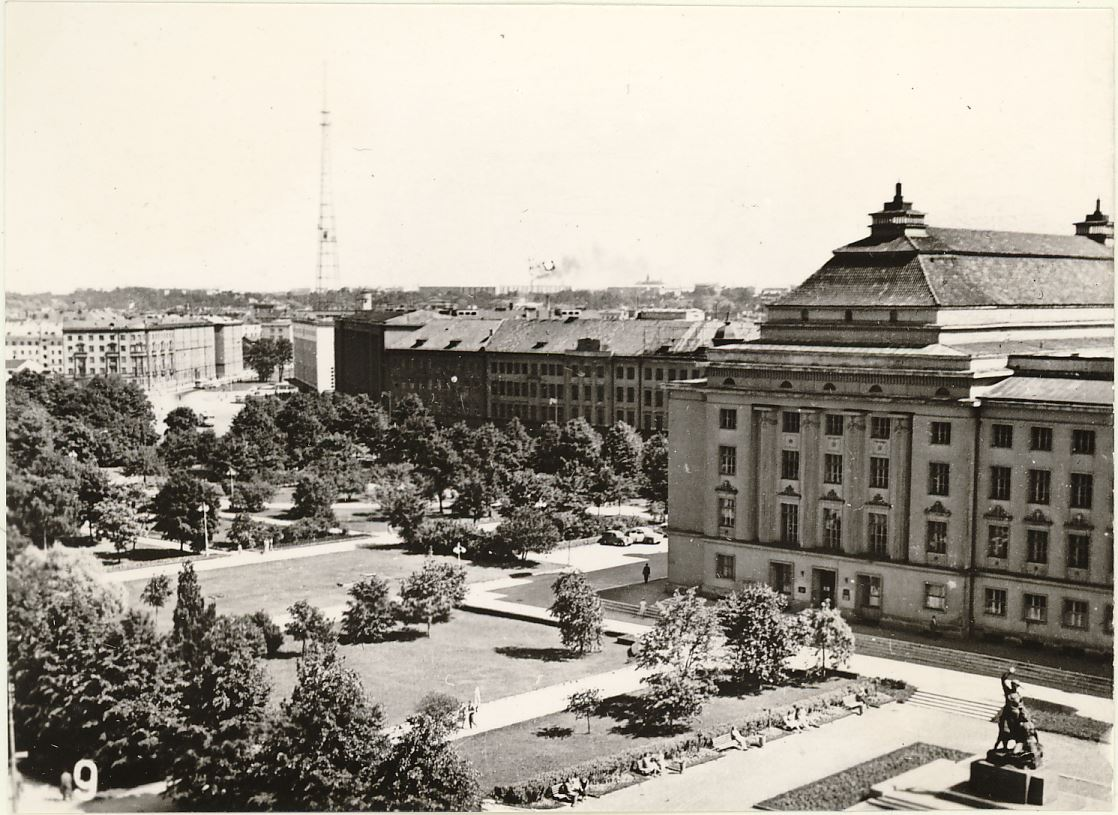
Парк Таммсааре, театр «Эстония» и памятник жертвам революции 1905 года (1964 год)
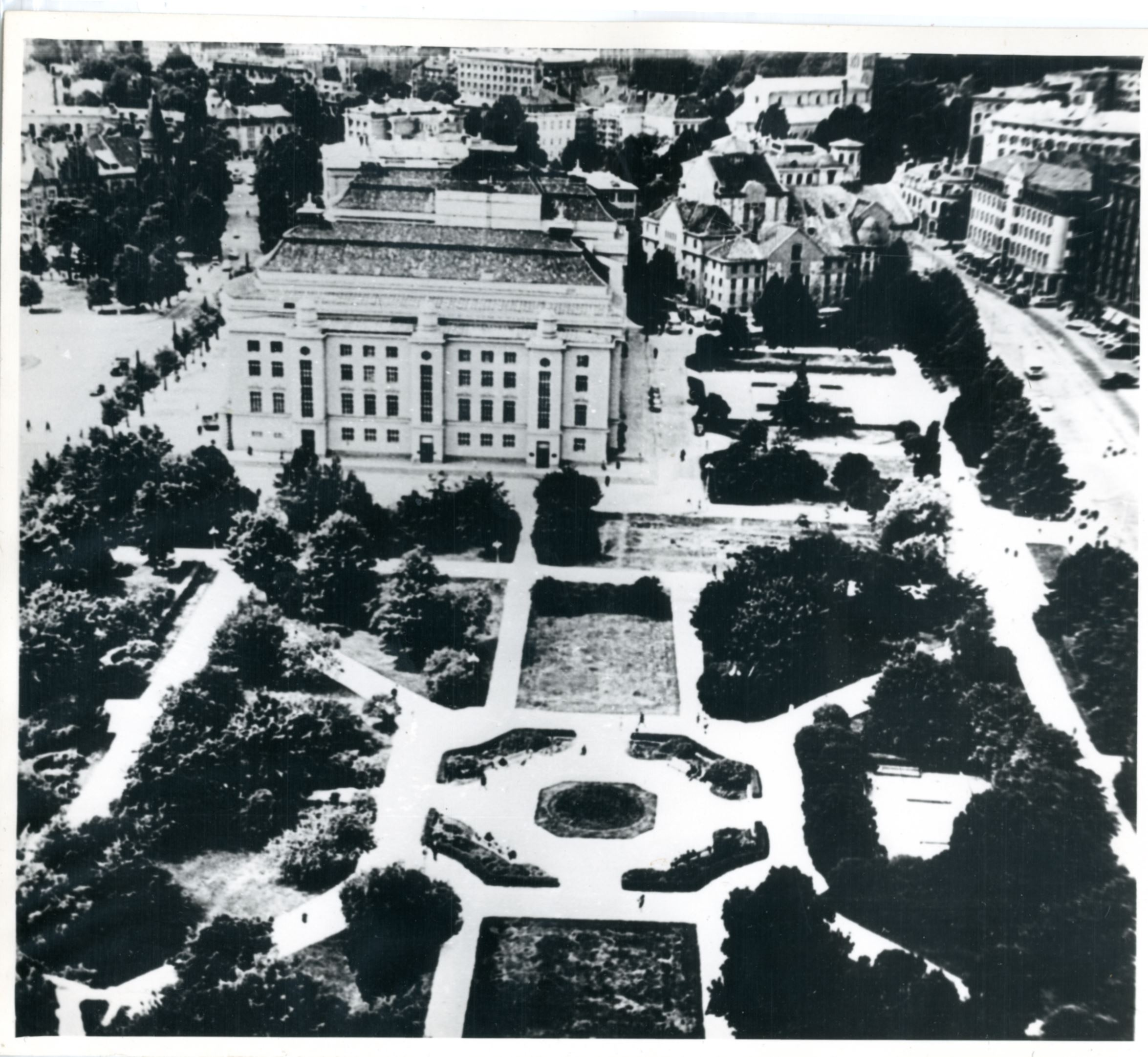
Парк Таммсааре (до 1989 года парк имени 16 октября) и театр «Эстония», 1970 год

В конце XIX — начале XX века в центре Таллина было построено несколько важных зданий: 
- 1883 год — здание Таллинского реального училища, бульвар Эстония 6;
- 1896 год — здание Русского общества (сейчас в нём работает Таллинская центральная библиотека), бульвар Эстония 8;
- 1904 год — дом Эстонского дворянского кредитного общества в неоготическом стиле, бульвар Эстония 11;
- 1909 год — более старая часть здания Банка Эстонии в стиле неоренессанса с элементами необарокко, бульвар Эстония 13. Бывшая Таллинская контора Русского государственного банка, где 24 февраля 1918 года была провозглашена Эстонская Республика. Внесена в Государственный регистр памятников культуры Эстонии[10];
- 1910 год — здание Эстонского драматического театра (до 1920 года — Немецкий театр), Пярнуское шоссе 5. Является памятником архитектуры[11];
- 1913 год — открылся театр оперы и балета «Эстония», бульвар Эстония 4;
- 1916 год — здание Таллинской коммерческой гимназии для девочек, бульвар Эстония 10. Занесено в Государственный регистр памятников культуры Эстонии[12];
- 1935 год — новое здание банка Эстонии в стиле функционализма, бульвар Эстония 13.

В 1927 году рядом с Таллинским реальным училищем был установлен памятник учителям и ученикам Таллина, погибшим в Освободительной войне. Этот памятник был снят в 1940 году, повторно установлен в 1941 году и снова снесён в 1948 году. Восстановлен в 1993 году по старым фотографиям.
В 1953 году построено здание Академии наук Эстонской ССР (бульвар Ленина 10), в 1960 году завершено здание Таллинского универмага (улица Гонсиори 2). Планировка парка Таммсааре была завершена в 1947 году. К 100-летию со дня рождения Антона Ханзена Таммсааре в 1978 году в парке был установлен памятник писателю.
В 1972 году построено 23-этажное здание гостиницы «Виру» — первое высотное здание в Таллине (площадь Виру 4).

## Государственные учреждения

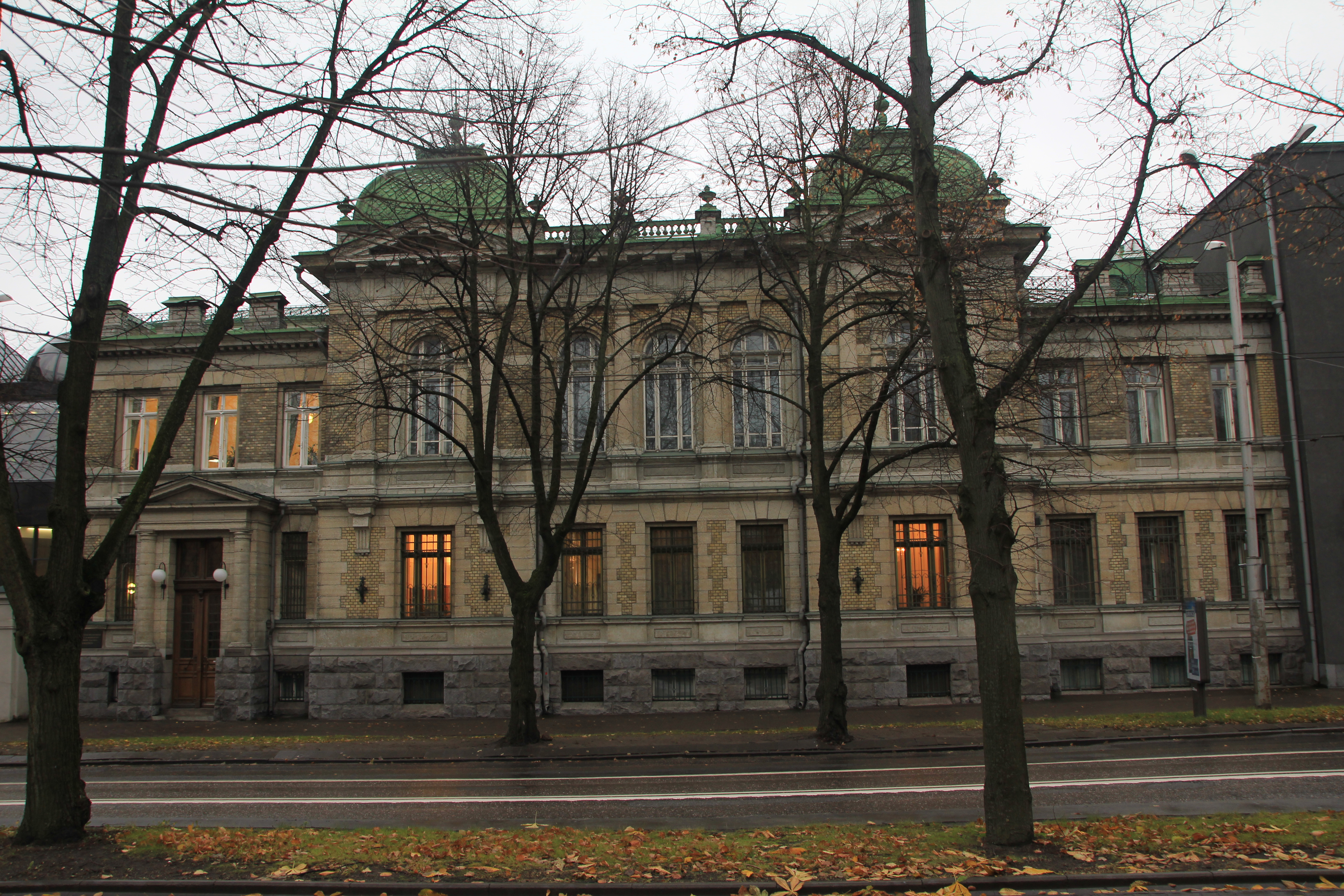
Здание Банка Эстонии (памятник культуры)

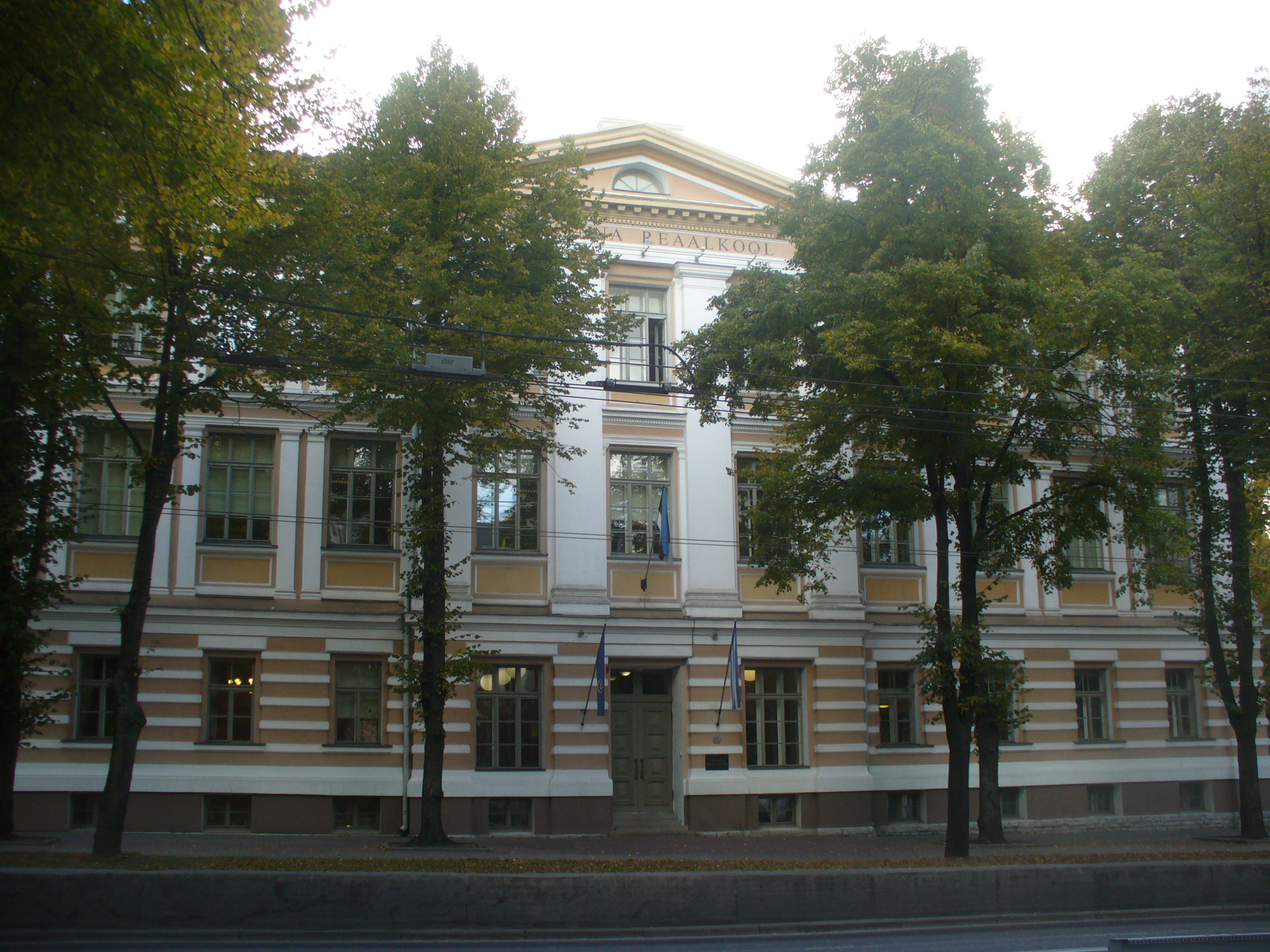
Таллинская реальная школа

- Sakala tn 1 — Министерство обороны;
- Estonia pst 5A — Таллинский департамент образования[эст.];
- Estonia pst 13 — Банк Эстонии.

## Учреждения образования
- Estonia pst 6 — Таллинская реальная школа;
- Estonia pst 10 — Таллинский английский колледж;
- Pärnu mnt 11 — Таллинская Кесклиннаская основная школа[13].

## Учреждения культуры
- Pärnu mnt 5 — Эстонский драматический театр;
- Estonia pst 4— Национальная опера «Эстония»;
- Estonia pst 8 — Таллинская центральная библиотека[эст.];
- Estonia pst 9— Концертный дом «Alexela»[эст.] (бывший Концертный дом Nordea);
- Rävala pst 10 — Академическая библиотека Таллинского университета;
- Estonia pst 11— Музей Банка Эстонии;
- Viru väljak 4 — Музей КГБ в гостинице «Виру» (Hotel Viru & KGB Museum)[14].

В 2005—2019 годах в доме по адресу улица Сакала 3 действовало государственное целевое учреждение культуры — Театр NO99. Театр осуществил 99 постановок, и цифра в названии театра уменьшалась на единицу до нуля с каждой постановкой.

## Предприятия торговли и отели
- Viru väljak 4 — гостиница «Виру»;
- Viru väljak 4-6 — торговый центр «Виру Кескус»[эст.] (Viru Keskus);
- Gonsiori tn 2 — Дом торговли;
- Estonia pst 9 —  торгово-развлекательный центр «Солярис»[эст.] (Solarise Keskus).

## Общественный транспорт
Через Сюдалинн проходят маршруты городских автобусов № 3, 9, 11, 14, 15, 16, 18, 18A, 20, 20A, 22, 23, 24, 31, 35, 40, 42, 46, 67 троллейбусные маршруты № 1 и 3 и трамвайные маршруты № 1, 2, 3, 4 и 5.

## Галерея

Микрорайон Сюдалинн
Национальная опера «Эстония»
Гостиница «Виру»
Торговый центр «Виру Кескус»
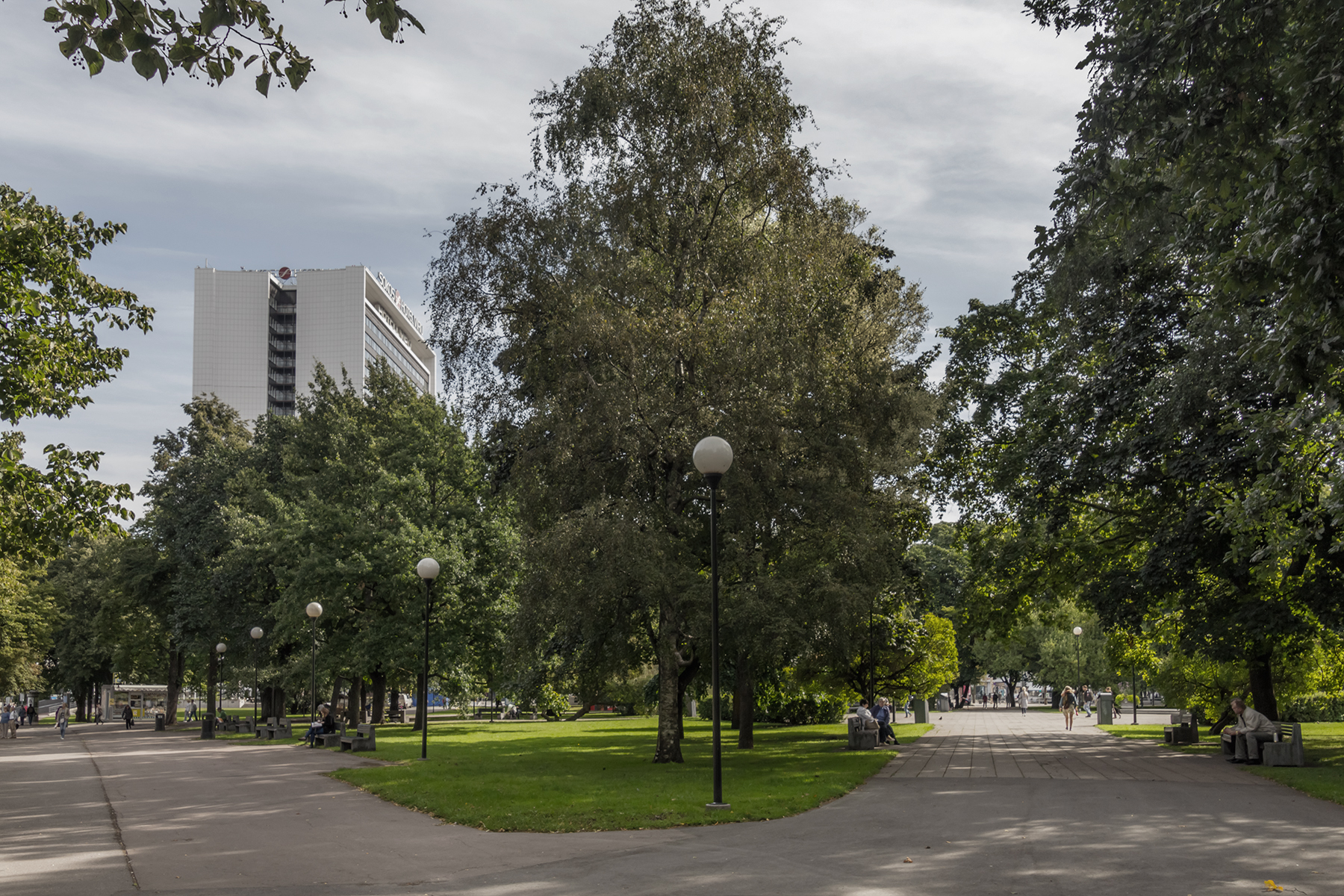
Парк Таммсааре
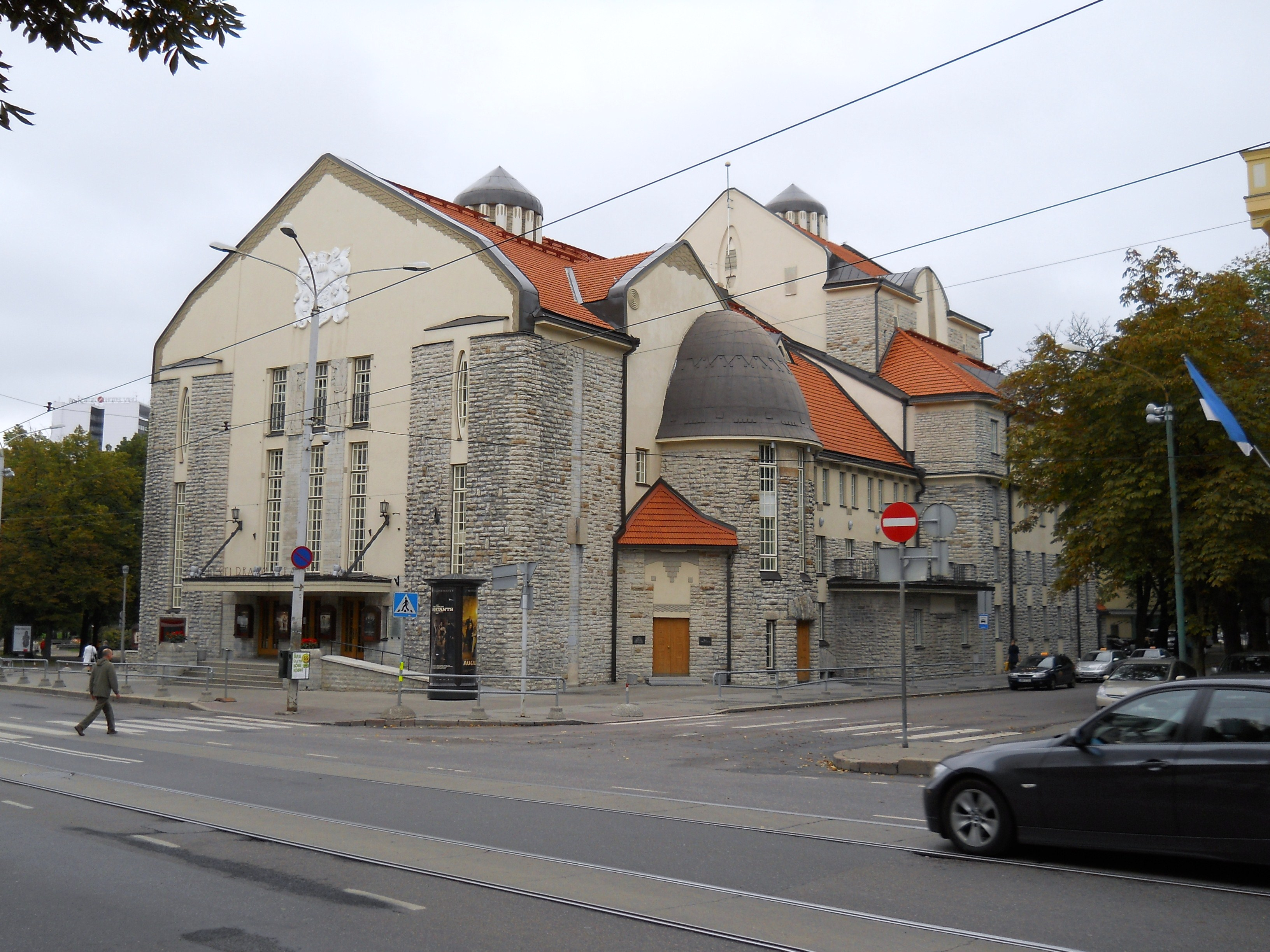
Эстонский драматический театр
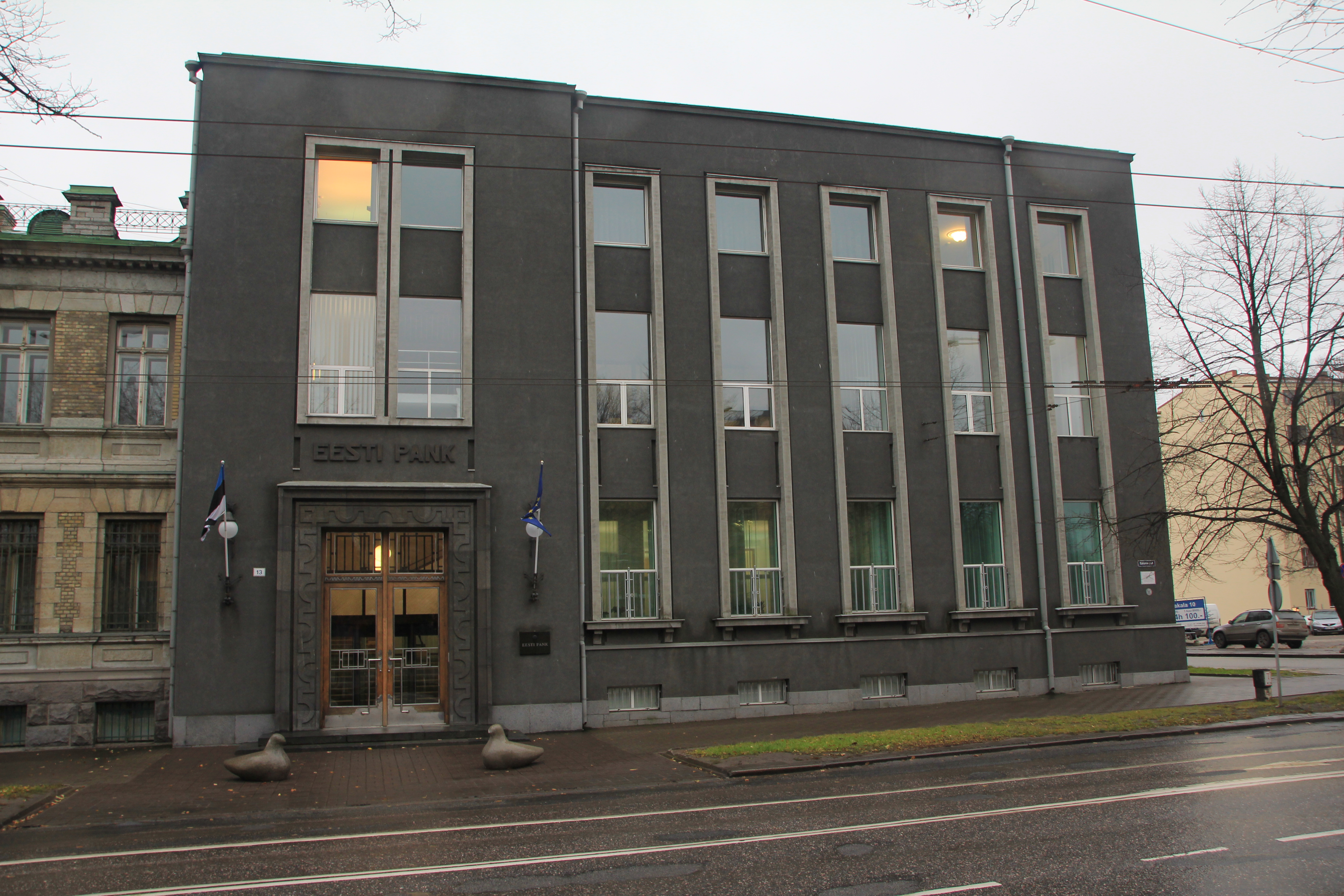
Банк Эстонии
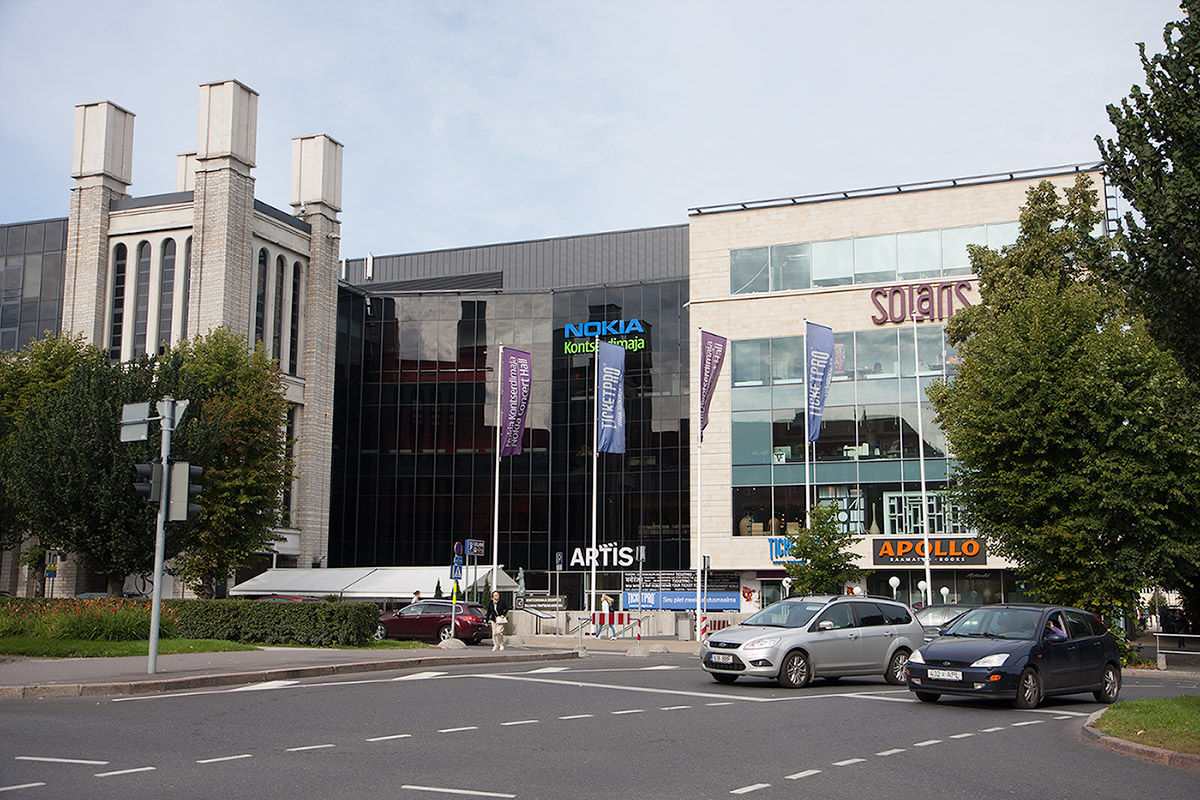
Торговый центр Solaris
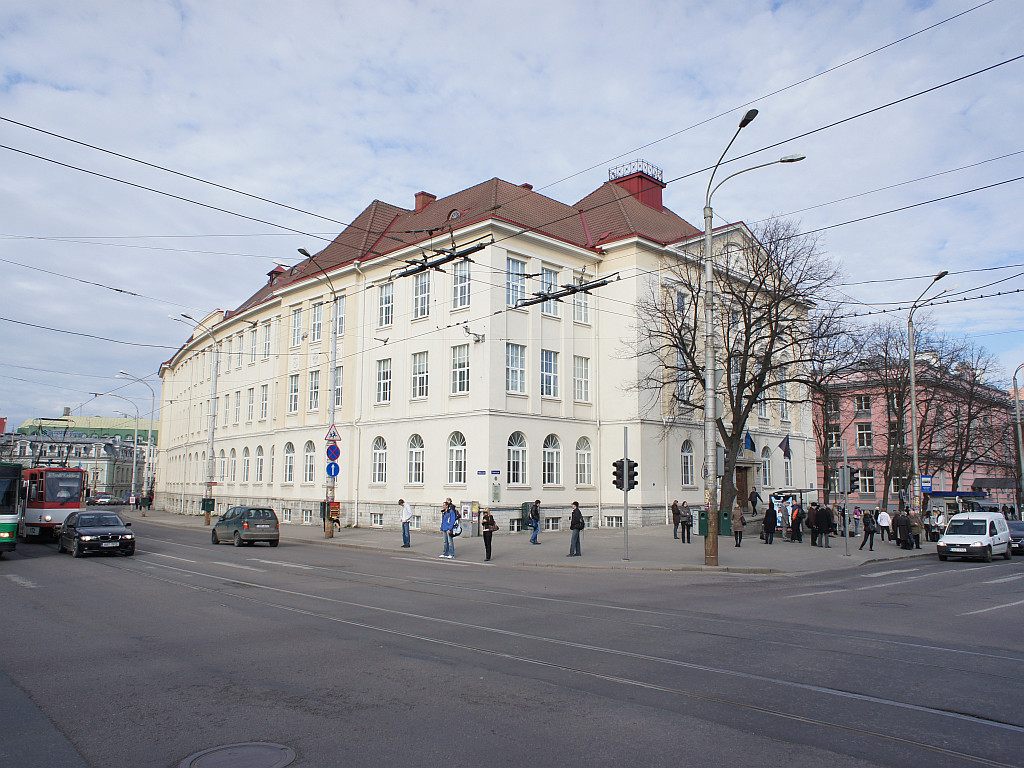
Таллинский английский колледж
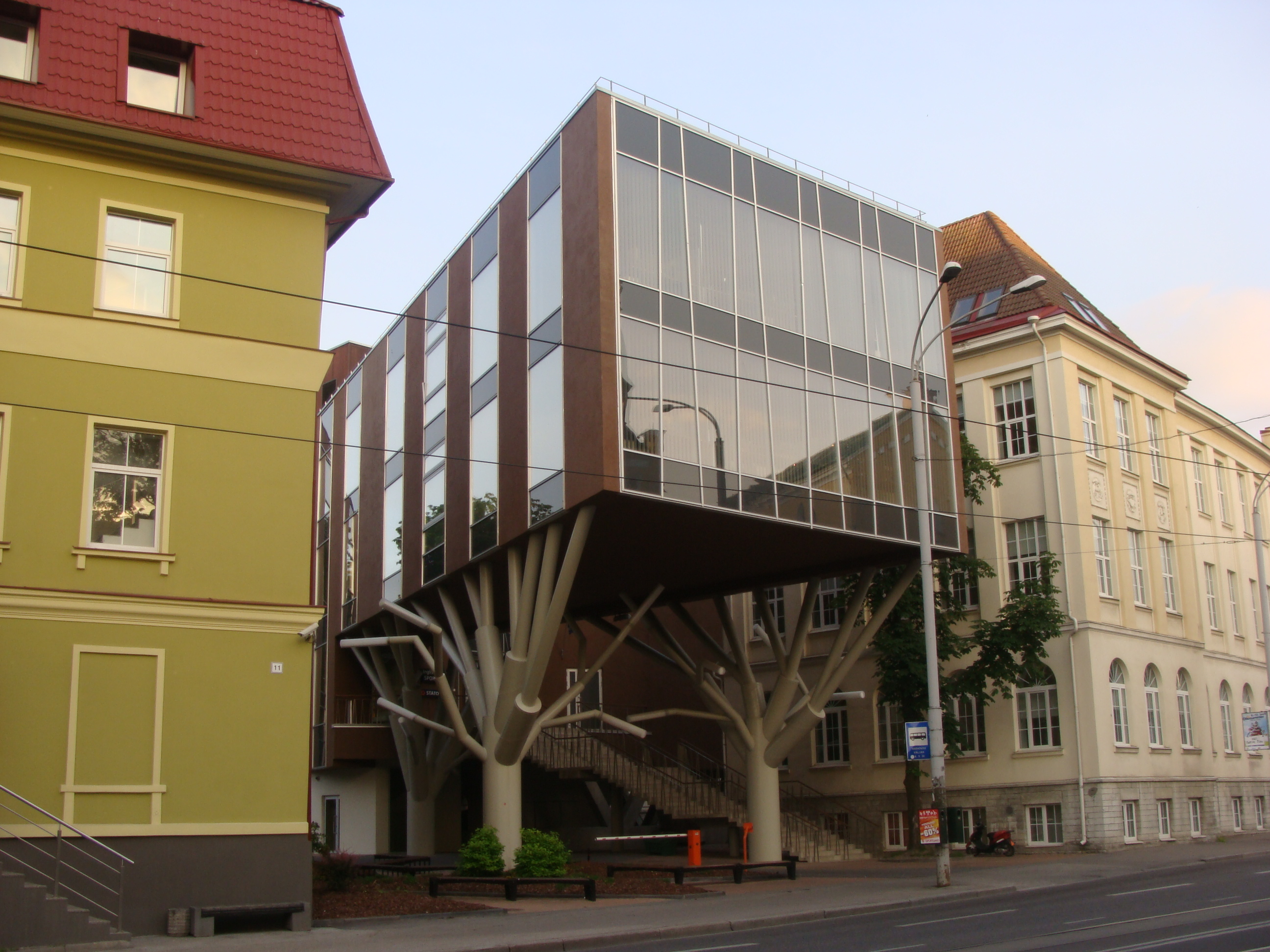
Спортзал Английского колледжа
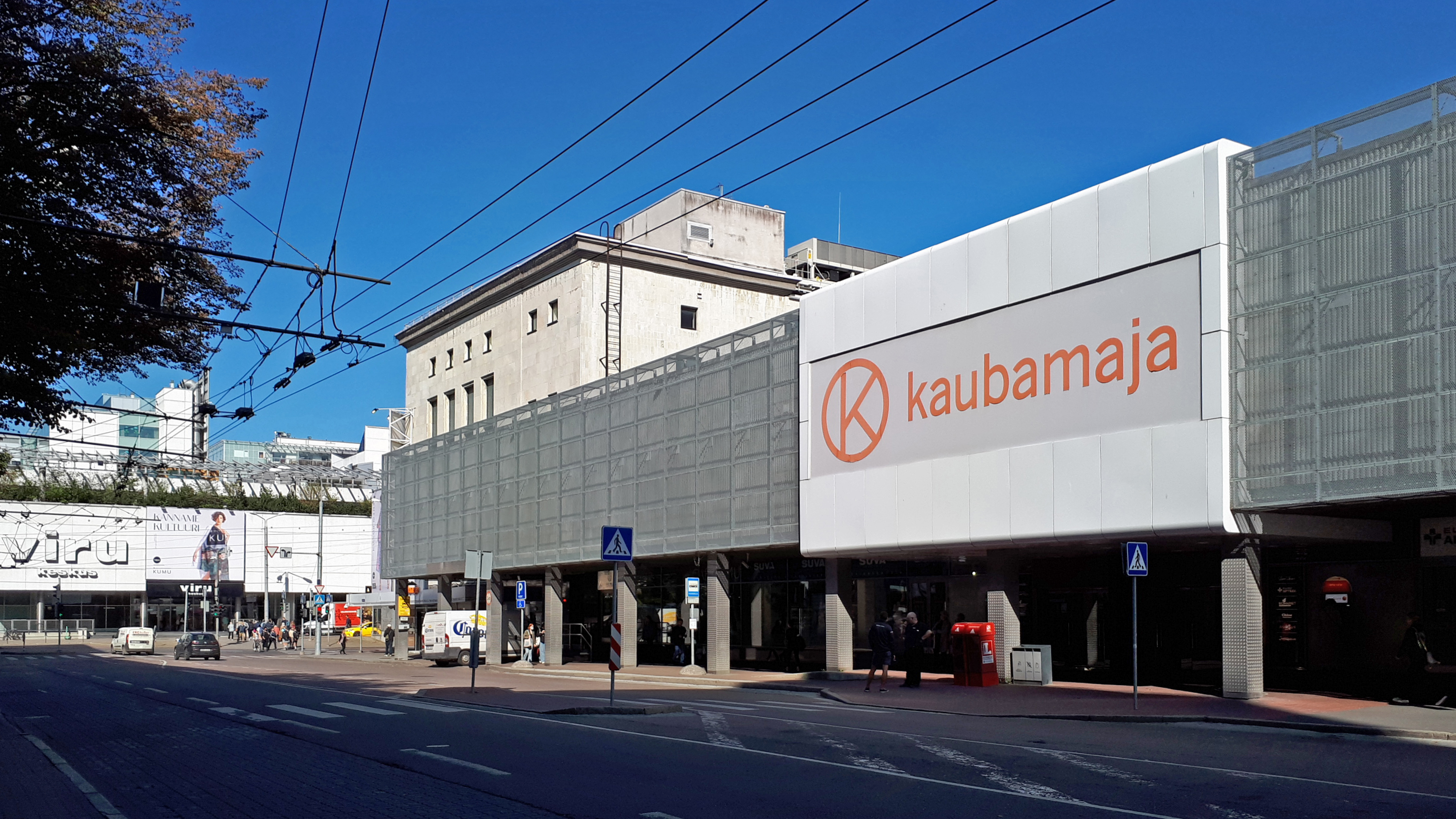
Дом торговли